# 戴維斯角 (埃爾斯沃思地)
戴維斯角（英語：Cape Davies），是南極洲的海岬，位於埃爾斯沃思地，處於瑟斯頓島的休斯半島東北端，根據美國海軍拍攝的空中照片繪入地圖，現時由南極條約體系管理。